# Ivano Balić
Ivano Balić (Split, 1 de abril de 1979) é um handebolista croata. Atualmente joga no clube HSG Wetzlar.
Foi eleito o melhor jogador do mundo em 2003 e 2006 se tornando um dos grandes destaques do handebol mundial atual. Por seis vezes seguidas foi escolhido o "Jogador Mais Valioso" em competições internacionais.

## Conquistas

### Individuais
- Melhor jogador de handebol do mundo pela IHF em 2003 e 2006;
- Esportista croata do ano em 2006;
- Melhor handebolista de todos os tempos pela IHF em 2010.[2]

### Por clubes
- Campeão da "Liga ASOBAL" em 2004–05;
- Vice-campeão "EHF Champions League" em 2005–06;
- Vice-campeão da "Croatian Handball Cup em 2002.

### Pela Seleção Croata
- Campeão Olímpico em 2004;
- Campeão Mundial em 2003;
- Vice-campeão Mundial em 2005 e 2009;
- Vice-campeão Europeu em 2008 e 2010.